# 葛塚バスストップ
葛塚バスストップ（くずつかバスストップ）は新潟県新潟市北区葛塚にある日本海東北自動車道上のバス停である。

## 停車路線

### 県外線
- Zao号（山形 - 新潟線）
- NETWORK（東京ディズニーランド・新宿 - 新発田）

### 廃止
- 新潟（県庁）-中条-村上線

かつて運行されていたこの路線も当バス停に停車していた。同線は収支状況が悪く赤字路線となっており、運行回数の調整等による収支の改善に努めてきたが改善が図れず、継続運行は困難と判断し、2016年9月30日をもって廃止された。

## 付帯施設

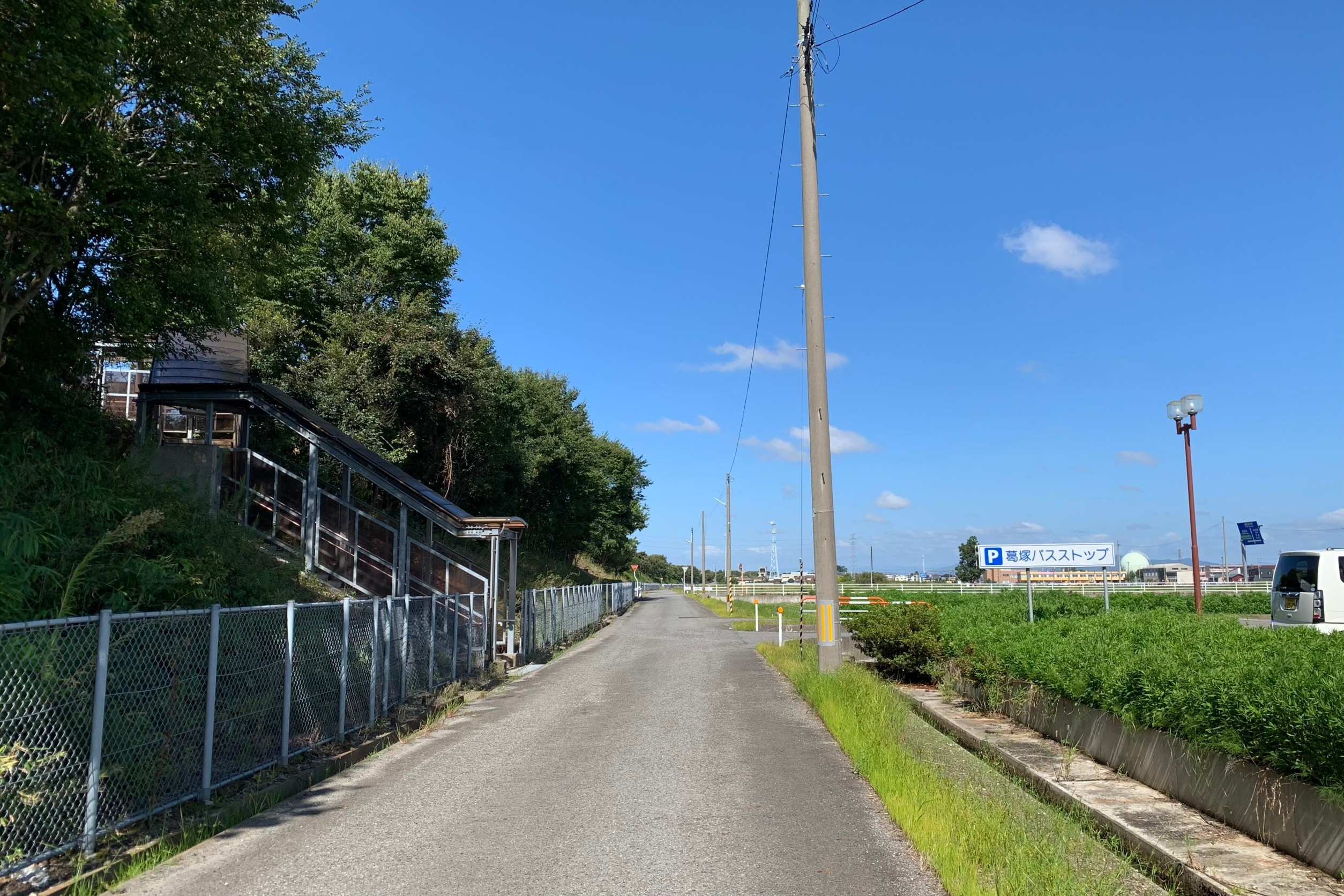
新潟方面のりばに続く階段と駐車場の入口（2021年9月）

無料のパークアンドライド駐車場が整備されている。

## 隣
E7 日本海東北自動車道
(2) 新潟空港IC - (2-1) 豊栄SA/スマートIC - 葛塚BS - (3) 豊栄新潟東港IC

## 周辺
- JR白新線 豊栄駅 - 南東に約1km